# Embalse de Baserca
El embalse de Baserca o embalse de Senet se encuentra en el río Noguera Ribagorzana, a pocos kilómetros al sur del túnel de Viella. La presa y el embalse se encuentran divididos entre los términos municipales de Montanuy (antes Bono), en la comarca de la Ribagorza, al norte de Huesca, en Aragón, y Vilaller, en la comarca de la Alta Ribagorza, al norte de Lérida, en Cataluña, muy cerca del Valle de Arán.
El embalse, orientado de norte a sur, tiene dos kilómetros de longitud máxima y una capacidad total de 22 hm³, aunque la media de los últimos años es de 18 hm³. Alcanza una profundidad máxima de 69,5 m y su profundidad media es de 23,8 m.
La temperatura del agua oscila entre los 4,9 °C y los 16 °C. El pH del agua tiene una media de 7,76 y la transparencia del agua es alta, hasta los 10 m.
La cuenca del embalse se sitúa en la zona axial pirenaica, sobre el gran batolito granodiorítico de la Maladeta.
La precipitación media en la zona del pantano es de 1350 mm anuales.

## Usos
La finalidad principal del pantano de Senet es la hidroeléctrica. Con este fin, sus aguas pueden derivarse a la central de Moralets o al embalse de Llauset, a 2200 m de altitud, mediante un canal reversible. Asimismo, hay una pequeña central hidroeléctrica a los pies de la presa, la central de Baserca.
Por otra parte, el embalse, rodeado de cimas que superan los 3000 metros, entre ellas el pico de Mulleres y los Besiberri, sirve como regulador de las aguas del río Noguera Ribagorzana cerca de su cabecera y de otras barranqueras, entre las que destaca el río Salenca. El caudal de estos cauces varía en gran medida durante el deshielo primaveral.
La pesca se centra exclusivamente en la trucha. El embalse, situado a 153 km de la ciudad de Lérida, está muy cerca de la carretera N-230, que transcurre entre Lérida y Viella, y se accede a él por ese lado, a la izquierda del pantano, que pertenece a Huesca. La parte derecha —la izquierda del río— es muy escarpada y es difícil acceder al agua, aunque hay una pista que discurre por encima del escarpe. Durante la última fase del invierno, el nivel del agua puede descender a menos de un 20% de su capacidad total.

## Saltos de Moralets
El complejo hidroeléctrico del que forma parte el embalse de Baserca incluye el embalse de Llauset, situado a 2200 m, bajo el pico de Vallibierna (3062 m), al oeste de la presa.
La unión de estos dos embalses permite la regulación de los caudales que alimentan los saltos hidroeléctricos de Senet, Bono, Vilaller y Pont de Suert. 
Además, para aprovechar el agua de Baserca y Llauset se han construido dos centrales subterráneas: Moralets y Baserca.
La central de Moralets, de 200 MW, situada por encima del pantano, a 1519 m, utiliza el desnivel que existe entre los dos embalses (casi 800 m) para producir energía en las horas punta y devolver el agua a Llauset en horas de baja demanda. La central de Baserca, situada bajo el embalse, a 1361 m, tiene 6 MW de potencia y utiliza el desnivel de la presa.